# Liste der Jonang-Klöster
Dies ist eine Liste der Jonang-Klöster, Klöster einer Unterschule der Sakya-Tradition des tibetischen Buddhismus (Vajrayana). Sie liegen im Norden Sichuans und im Südwesten Qinghais. 
Das Bangtuo-Kloster (Bangtuo si 棒托寺) und das Cuo'erji-Kloster (Cuo'erji si 措尔机寺; tibet. Chöje Gompa) (beide im Kreis Zamtang des Autonomen Bezirks Ngawa der Tibeter und Qiang im Norden Sichuans) sowie das Kloster Phüntshog Ling (Kreis Lhatse, Shigatse, Tibet) stehen seit 2001 bzw. 2006 auf der Liste der Denkmäler der Volksrepublik China.
Die Namen der Klöster sind in chinesischer Schreibung angegeben: in Pinyin und in traditioneller chinesischer Schrift. Zu den Schreibungen vgl. Religionen in Tibet (Lit.).

## Sichuan

### Autonomer Bezirk Ngawa der Tibeter und Qiang

#### Zamtang
- Xiayan si 夏炎寺 Shayan-Kloster
- Hongtu si 紅土寺 Hungtub-Kloster
- Risuo si 日梭寺 Risob-Kloster
- Gayatang si 尕牙塘寺 Gayatang-Kloster
- Qutang si 屈塘寺 Qutang-Kloster
- Zhongrangtang si 中壤塘寺 Zhongnamgtang-Kloster
  - Qujie si 曲结寺
  - Zebuji si 泽不基寺
  - Zangwa si 藏哇寺 Tsangwa-Kloster
- Gongbulagang 貢布拉崗 Gongbolhagang-Kloster

#### Barkam
- Hei'ermuya si 黑爾木亞寺 Hermoya-Kloster
- Ganmuniao si 幹木鳥寺 Ganmonoi-Kloster
- Balang si 巴朗寺 Barlhang-Kloster
- Tangshan si 康山寺 Khangshan-Kloster
- Yanmudi si 顏木底寺 Yanmodi-Kloster
- Zaxirigang si 紮西日崗寺 Zhaxirigan-Kloster
- Ranggu si 讓古寺 Ranggu-Kloster

#### Ngawa
- Segongba si 色貢巴寺 Segongbar-Kloster
- Zilang si 孜朗寺 Cinam-Kloster
- Te'ermo si 塔爾麼寺 Tarjo-Kloster
- Yagong si 雅貢寺 Yagung-Kloster
- Ahua si 阿華寺 Arho-Kloster

## Qinghai

### Autonomer Bezirk Golog der Tibeter

#### Gadê
- Zaxiqulang si 紮西曲朗寺 Zhaxiqulang-Kloster
- Jiangshenjia si 降什加寺 Lhungshigyi-Kloster
- Qiayilong si 恰依龍寺 Chayilhung-Kloster

#### Baima
- Ashijiangjiagong si 阿什姜賈貢寺 Kloster Arshijamgyigung
- Langben si 浪本寺 Langben-Kloster

#### Jigzhi
- Jianmu si 尖姆寺 Jammo-Kloster,
- Ningzhi si 寧支寺 Nyingchi-Kloster